# NGC 5998
NGC 5998 – grupa gwiazd znajdująca się w gwiazdozbiorze Skorpiona, prawdopodobnie gromada otwarta. Odkrył ją William Herschel 30 kwietnia 1786 roku. Znajduje się w odległości ok. 3200 lat świetlnych od Słońca oraz 24,7 tys. lat świetlnych od centrum Galaktyki.